# Cameco
Cameco Corporation ist ein kanadisches Bergbauunternehmen mit Sitz in Saskatoon. Cameco ist, nach Kazatomprom, der zweitgrößte Produzent von Uran weltweit. Mit Cigar Lake besitzt das Unternehmen, zusammen mit Orano, die größte Uranmine der Welt.
Das Unternehmen ist im Finanzindex S&P/TSX 60 an der Toronto Stock Exchange gelistet.

## Geschichte
Cameco entstand 1988 durch die Fusion der Eldorado Mining and Refining Limited (später besser bekannt als Eldorado Nuclear) und der Saskatchewan Mining Development Corporation (SMDC). Im Jahr 1991 schloss die Firma ihren Börsengang ab und wird seit diesem Zeitpunkt an der Toronto Stock Exchange gehandelt. 1996 folgte der Handel über die Börse in New York. Im selben Jahr wurde Cameco Gold als Tochtergesellschaft gegründet um die Goldaktivitäten des Unternehmens auszuführen. Mit Power Resources kaufte Cameco den größten Uranproduzenten der USA und erhöhte damit seine Uranreserven um 10 %. Die Kumtor-Mine in Kirgisistan, zu einem Drittel im Besitz von Cameco, nahm 1997 ihren Betrieb auf. Um weitere 30 % wurden die eigenen Uranreserven 1998 durch den Kauf der Firmen Uranerz Exploration and Mining Limited und Uranerz U.S.A. erweitert. Cameco nahm im Jahr 1999 die Produktion in McArthur River, der zum damaligen Zeitpunkt größtem Uranmine der Welt auf. Von Russland wurde im Rahmen der Megatons to Megawatts Initiative hochangereichertes Uran gekauft, das aus deren abgerüsteten Atomwaffen stammte. Durch den Kauf von 15 % von Bruce Power 2001 erweiterte Cameco sein Portfolio innerhalb der Nuklearsparte. Außerdem wurde der Anteil an der McArthur River Mine auf über 50 % erhöht. Die letzten 10 % im Staatsbesitz verbliebenen Aktien werden seit Februar 2002 öffentlich gehandelt und Camceo erhöhte seine Beteiligung an Bruce Power auf 31,6 %.
Mit der Gründung von Centerra Gold im Jahr 2004 bündelte Cameco seine Goldunternehmungen. Die Entwicklung der Inkai-Mine in Kasachstan wurde angekündigt und der Bau der neuen Mine in Cigar Lake fortgesetzt.
Mit dem Kauf von Zircatec Precision Industries 2006, die Firma ist auf die Produktion von Brennstoff und anderer Komponenten für CANDU-Reaktoren spezialisiert, erweiterte Cameco sein Portfolio. 2008 wurden australische Reserven erschlossen, in dem man sich einen 70 % Anteil am Kintyre Explorationsprojekt in Westaustralien sicherte. Die Übernahme von Centerra wurde 2009 verkündet. Mit China Guangdong Nuclear Power und China Nuclear Energy Industry Corporation wurde 2010 ein Vertrag zur Lieferung von 52 Millionen Pfund Yellowcake geschlossen. Seit 2011 wird auch Eisenerz in der Mine Cigar Lake abgebaut. Das Yeelirrie Uranprojekt in Westaustralia wurde 2012 gekauft und der Kauf von NUKEM Energy GmbH (NUKEM) angekündigt. Die Mine in North Butte nahm 2013 ihren Betrieb auf und 2014 wurde die 2001 begonnene Partnerschaft mit Bruce Power beendet und Cameco verkaufte seine Anteile an dem Energieversorger.
Aufgrund des schwachen Uranmarktes wurde 2018 die Produktion in McArthur River/Key Lake eingestellt. Im Jahr 2022 wurde die Produktion wieder aufgenommen und der Anteil an Cigar Lake erhöht.
Im Oktober 2022 kündigte Cameco gemeinsam mit Brookfield Renewable Partners an, die als Hersteller von Kernkraftwerken und Nukleardienstleister tätige Westinghouse Electric Company zu übernehmen. Dabei erwarb Cameco einen Minderheitsanteil von 49 %. Die Übernahme wurde im November 2023 abgeschlossen.

## Geschäftsbereiche
Cameco betreibt entweder allein oder gemeinschaftlich mit anderen Unternehmen verschiedene Uranminen in Kanada (Cigar Lake, McArthur River/Key Lake, Rabbit Lake), den USA (Crow Butte, Smith Ranch-Highland) sowie in Kasachstan (Inkai).
Des Weiteren ist das Unternehmen an der Erschließung weiterer Minen beteiligt, so Millennium in Kanada, Yeelirrie und Kintyre in Australien.
Mit der Raffinerie zur Urananreicherung in Blind River betreibt Cameco laut eigenen Angaben die größte kommerzielle dieser Art und das Uran-Konversionswerk in Port Hope verfügt über 21 % der weltweiten Uranhexafluorid(UF6) Konversionskapazität. Darüber hinaus betreibt das Unternehmen in Cobourg einen Standort zu Produktion von Brennstoff für CANDU-Reaktoren.